# Lin Chen
Lin Chen est un enseignant-chercheur d'origine chinoise spécialisé en algorithmique et réseaux dans l’équipe Graphes, algorithmes et combinatoire du Laboratoire de recherche en informatique.

## Biographie
Né à Nankin, Lin Chen est titulaire d'un doctorat en informatique de Télécom ParisTech obtenu en 2008. Il est membre junior de l'Institut universitaire de France depuis 2018.

## Récompenses et distinctions
- Médaille de bronze du CNRS (2018)[3]